# Selección de fútbol de Cornualles
La Selección de fútbol de Cornualles es el equipo que representa al condado inglés de Cornualles desde 2018. Cornualles está afiliado a la Asociación Inglesa de Fútbol, y por lo tanto no puede competir a nivel internacional en la Copa Mundial de Fútbol o en la Eurocopa. Sin embargo el equipo es miembro de ConIFA.
Actualmente, el equipo está gestionado conjuntamente por Phil Lafferty y Darren Gilbert, y entrenado por Darren Wright y Andrew Graham.

## Historia
Después de la Copa Mundial de Fútbol de ConIFA de 2018 celebrada en Londres, la Kernow Football Alliance fue formada por Andrew Bragg y Jason Heaton, y se unió oficialmente a ConIFA en noviembre de 2018. Jugaron su primer partido el 25 de febrero de 2019 contra Foxhole Stars en un partido no-oficial, ganando por 3-2. El mes siguiente, se anunció que participarían en la Atlantic Heritage Cup 2019, que actuará como un torneo de clasificación de la Copa Mundial de Fútbol de ConIFA de 2020. Sin embargo, se retiraron antes del torneo, para ser reemplazados por las Islas Chagos. Jugaron su primer partido internacional oficial el 25 de mayo de 2019 contra Barawe, ganando 5-0 en Bodmin.

## Desempeño en competiciones
| Copa Mundial de ConIFA | Copa Mundial de ConIFA | Copa Mundial de ConIFA | Copa Mundial de ConIFA | Copa Mundial de ConIFA | Copa Mundial de ConIFA | Copa Mundial de ConIFA | Copa Mundial de ConIFA | Copa Mundial de ConIFA |
| Año                    | Posición               | PJ                     | PG                     | PE                     | PP                     | GF                     | GC                     |                        |
| ---------------------- | ---------------------- | ---------------------- | ---------------------- | ---------------------- | ---------------------- | ---------------------- | ---------------------- | ---------------------- |
| 2014                   | No participó           | No participó           | No participó           | No participó           | No participó           | No participó           | No participó           |                        |
| 2016                   | No participó           | No participó           | No participó           | No participó           | No participó           | No participó           | No participó           |                        |
| 2018                   | No participó           | No participó           | No participó           | No participó           | No participó           | No participó           | No participó           |                        |
| 2020                   | Evento cancelado       | Evento cancelado       | Evento cancelado       | Evento cancelado       | Evento cancelado       | Evento cancelado       | Evento cancelado       |                        |
| Total                  | 0/4                    | 0                      | 0                      | 0                      | 0                      | 0                      | 0                      |                        |

| Copa Europa de ConIFA | Copa Europa de ConIFA | Copa Europa de ConIFA | Copa Europa de ConIFA | Copa Europa de ConIFA | Copa Europa de ConIFA | Copa Europa de ConIFA | Copa Europa de ConIFA | Copa Europa de ConIFA |
| Año                   | Posición              | PJ                    | PG                    | PE                    | PP                    | GF                    | GC                    |                       |
| --------------------- | --------------------- | --------------------- | --------------------- | --------------------- | --------------------- | --------------------- | --------------------- | --------------------- |
| 2015                  | No participó          | No participó          | No participó          | No participó          | No participó          | No participó          | No participó          |                       |
| 2017                  | No participó          | No participó          | No participó          | No participó          | No participó          | No participó          | No participó          |                       |
| 2019                  | No participó          | No participó          | No participó          | No participó          | No participó          | No participó          | No participó          |                       |
| 2021                  | Evento cancelado      | Evento cancelado      | Evento cancelado      | Evento cancelado      | Evento cancelado      | Evento cancelado      | Evento cancelado      |                       |
| Total                 | 0/3                   | 0                     | 0                     | 0                     | 0                     | 0                     | 0                     |                       |

## Partidos
| Fecha                 | Lugar                  | Competición                                    |            | Rival                   | Resultado |
| --------------------- | ---------------------- | ---------------------------------------------- | ---------- | ----------------------- | --------- |
| 25 de febrero de 2019 | St Austell, Inglaterra | Amistoso                                       | Cornualles | Foxhole Stars XI        | 3-2       |
| 13 de mayo de 2019    | Bodmin, Inglaterra     | Amistoso                                       | Cornualles | St Dennis AFC           | 5-0       |
| 25 de mayo de 2019    | Bodmin, Inglaterra     | Amistoso                                       | Cornualles | Barāwe                  | 5-0       |
| 25 de agosto de 2019  | Bodmin, Inglaterra     | Amistoso                                       | Cornualles | Islas Chagos            | 10-3      |
| 24 de mayo de 2021    | Northwood, Inglaterra  | Amistoso                                       | Cornualles | Cascadia                | 8-1       |
| 16 de junio de 2023   | Falmouth, Inglaterra   | Clasificación para la Copa Mundial CONIFA 2024 | Cornualles | Laponia                 | 2-1       |
| 21 de julio de 2024   | Liskeard, Inglaterra   | Amistoso                                       | Cornualles | Biodiversidad de Chagos | 5-2       |